# Solkanski most
Solkanski most (wł. Ponte di Salcano) – kamienny most kolejowy w Słowenii nad rzeką Soczą na linii Jesenice – Sežana.

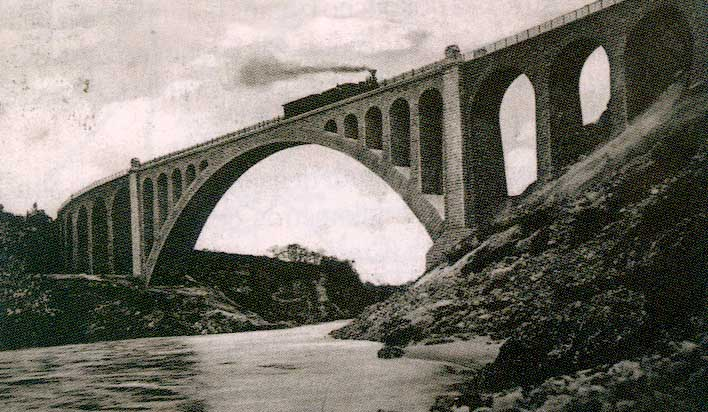
Most przed zburzeniem w czasie I wojny światowej

Most został zbudowany pod nadzorem inżyniera Leopolda Oerleya według projektu Oerleya i Rudolfa Jaussnera w latach 1904–1905 przez wiedeńską firmę budowlaną Brüder Redlich & Berger nad rzeką Soczą w ramach budowy linii kolejowej pomiędzy Triestem a Wiedniem. Pierwotnie w tym miejscu planowano stalowy most łukowy, ale ostatecznie zdecydowano się na most kamienny. Most ma 219,70 metrów długości i wznosi się 36 m ponad poziom wód rzeki, przy czym kamienny łuk o rozpiętości 85 metrów czyni go największym na świecie łukowym mostem kolejowym z tego surowca. Początkowo łuk miał mieć 80 m długości, ale konieczna stała się zmiana projektu ze względu na nośność gruntu.
Most został zbudowany segmentową metodą łączenia kamiennych bloków ze stopniowym ułożeniem poszczególnych kamieni łuku. Wykorzystane do budowy bloki kamienne o wielkości od 0,2 m³ do 0,7 m³ pochodziły z kamieniołomu wapienia muszlowego Cava Romana w Nabrežinie. W trakcie budowy do opuszczania kamiennych bloków na właściwe miejsca wykorzystywano windy parowe. Do budowy centralnej, łukowej części mostu wykorzystano 1960 m³ kamienia (w tym 4533 bloki w samym łuku), a do drewnianego rusztowania 1161 m³ drewna i 25 ton żelaza. Budowa konstrukcji pochłonęła 1 100 000 koron austriackich.

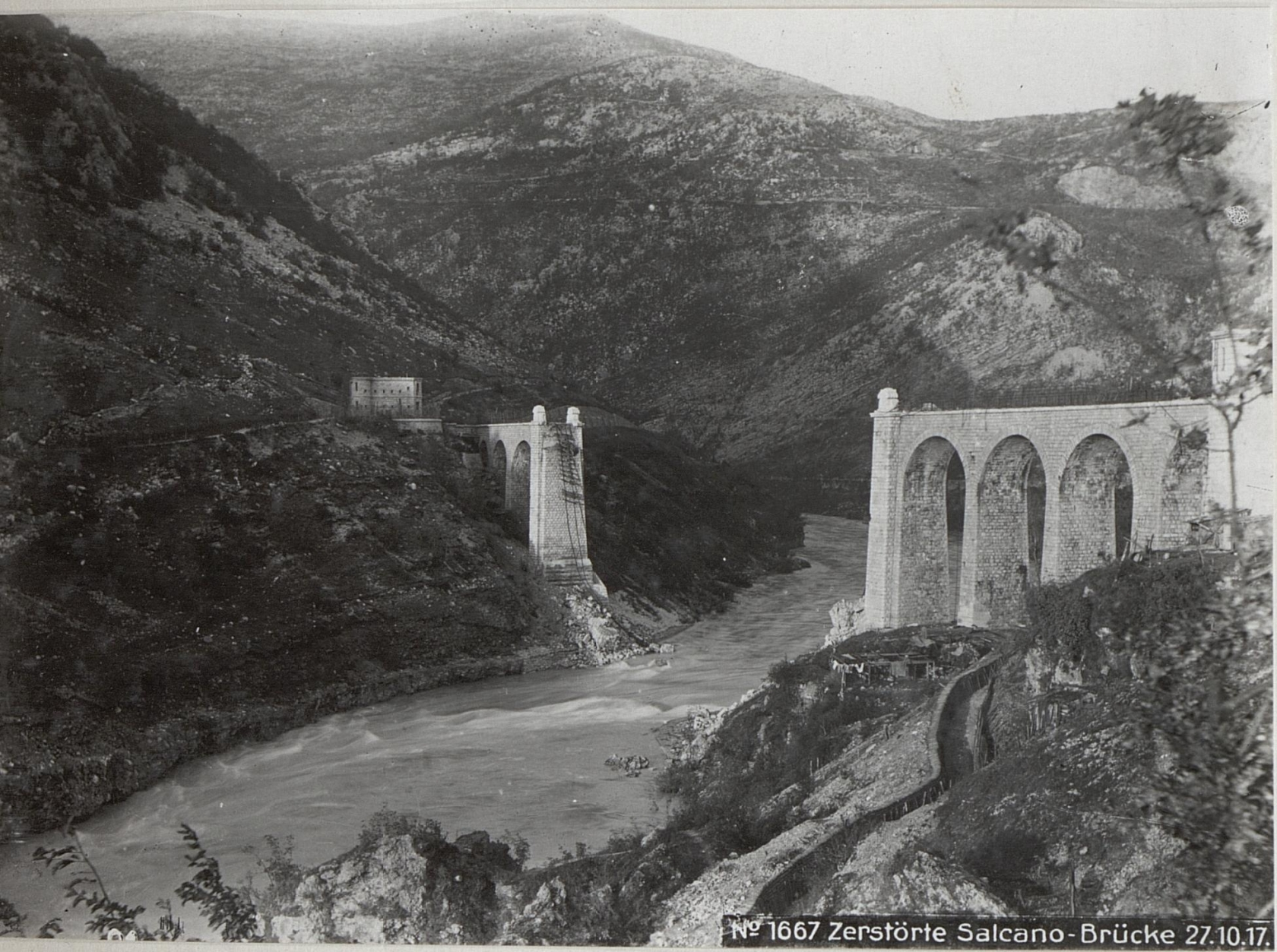
Zniszczony most w 1917 r.

Otwarcia mostu dokonano 19 lipca 1906 r., w uroczystości uczestniczył arcyksiążę Franciszek Ferdynand. Podczas I wojny światowej most został zburzony w 1916 r. podczas szóstej ofensywy nad Soczą (wojska austro-węgierskie go zaminowały). Po zakończeniu wojny ruch kolejowy odbywał się po tymczasowej żelaznej konstrukcji z 1918 r. Od 1925 r. trwał remont właściwego mostu, a 9 grudnia 1926 r. rozpoczęto odbudowę samego przęsła, wykorzystując kamienne bloki przywiezione z kamieniołomów Chiampo w pobliżu Vicenzy, Nabrežiny i Aviano oraz cement z cementowni Anhov. Ze względów prestiżowych Włosi zdecydowali o rekonstrukcji mostu zamiast budowy prostszej, betonowej konstrukcji. Odbudowany łuk został wykonany nieznacznie inaczej niż oryginalny, z czterema otworami odciążającymi po obu stronach. Inauguracja odbudowanego mostu miała miejsce 8 sierpnia 1927 r.
W czasie II wojny światowej most był ostrzeliwany. Jedno z bombardowań o mało nie zakończyło jego istnienia, ale okazało się, że szczęśliwie nie doznał większych uszkodzeń, po czym został prowizorycznie naprawiony przez niemieckie wojsko w kilka dni. Odrestaurowany w 1954 r. W 1985 r. wybudowano obok sąsiedni, betonowy most drogowy, nawiązujący architektonicznie do mostu kolejowego, który w tym samym roku otrzymał status chronionego zabytku techniki. Most jest jedynym w Słowenii miejscem, gdzie można legalnie wykonywać skoki na bungee.